# Грейсток, Джон, 4-й барон Грейсток
Джон Гре́йсток (англ. John de Greystoke; приблизительно 1390 — 8 августа 1436) — английский аристократ, 4-й барон Грейсток с 1418 года.

## Биография
Джон Грейсток родился приблизительно в 1390 году и стал старшим ребёнком из двух детей и единственным сыном Ральфа Грейстока, 3-го барона Грейстока, и его жены Кэтрин Клиффорд. По отцу он принадлежал к английскому аристократическому роду Грейстоков, представители которого носили баронский титул и владели обширными поместьями в Камберленде, Уэстморленде, Нортумберленде, Дареме и Йоркшире. Известно, что в 1436 году доход семьи составил 650 фунтов стерлингов. Грейстоки были серьёзной региональной силой на севере Англии, хотя и вынуждены были подчиняться сначала семейству Перси, а позже Невиллам.
Джон наследовал отцу в 1418 году. Он служил короне на северной границе: в 1421 году был назначен комендантом замка Роксбург, в 1424 и 1430 годах участвовал в переговорах с Шотландией о мире. В 1430—1431 годах Грейсток в качестве королевского комиссара собирал займы для короны. Время от времени ему приходилось вместе с другими крупными баронами улаживать конфликты между отдельными землевладельцами.

## Семья
Джон Грейсток был женат на Элизабет Феррерс, старшей дочери и наследнице Роберта Феррерса, 2-го барона Феррерса из Уэма, и Джоан Бофорт. В этом браке родились двенадцать детей, в числе которых были:
- Ральф, унаследовавший баронство отца[5];
- Энн, жена сэра Ральфа Биго[7];
- Элизабет, жена Роджера Торнтона[8][9];
- Джоан, жена Джона Дарси[10].